# 渡江镇
渡江镇，是中华人民共和国江西省赣州市龙南市下辖的一个乡镇级行政单位。

## 行政区划
渡江镇下辖以下地区：
新埠村、果龙村、莲塘村、象塘村、竹梓村、岭下村和新大村。